# Ruth First

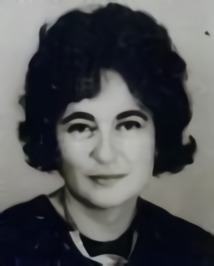
Ruth First, ca. 1960

Heloise Ruth First (* 4. Mai 1925 in Johannesburg; † 17. August 1982 in Maputo) war eine weiße südafrikanische Antiapartheidsaktivistin, Sozialwissenschaftlerin und Hochschullehrerin sowie Buchautorin. Ihr Leben umfasste einen internationalen Wirkungskreis mit Tätigkeitsschwerpunkten in Johannesburg, London, Durham, Daressalam und Maputo.

## Jugend
Ruth First wuchs in einem diskussionsfreudigen und kulturell vielseitig orientierten Elternhaus auf, wodurch sie früh mit Fragen der Tagespolitik von Südafrika in Verbindung kam. Ihre Eltern, Julius und Matilda (Tilly) First (geborene Levetan), waren jüdische Immigranten aus Lettland und gehörten zu den Gründungsmitgliedern der Südafrikanischen Kommunistischen Partei. Der Vater war als Schatzmeister dieser Organisation tätig.

## Ausbildung und Familie

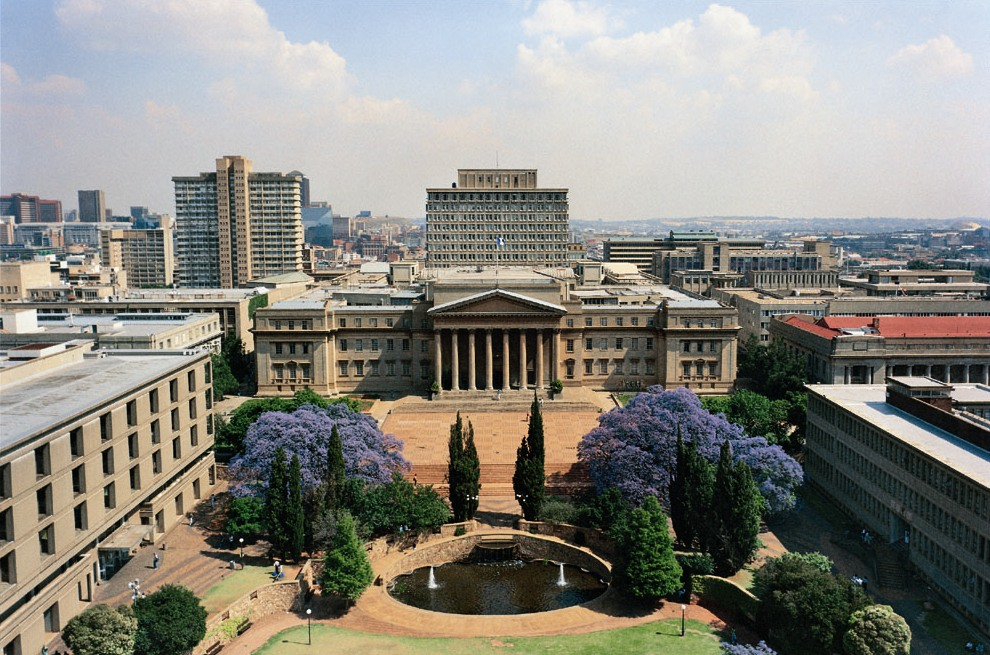
Witwatersrand-Universität

Ruth First verbrachte die erste Etappe ihrer Schulzeit, etwa ab 1936 für zwei Jahre an der Jewish Government School in Doornfontein (Innenstadt von Johannesburg), danach an der Johannesburg Girls’ High School (Barnato Park) in Berea (Stadtteil von Johannesburg). Die weiterführende Schulausbildung erhielt sie von 1939 bis 1941 an der Jeppe High School for Girls in Kensington (Stadtteil von Johannesburg). Diese Schule ging in ihrem Ursprung auf die anglikanische Bildungseinrichtung St. Michael’s College zurück. Im Jahr 1942 nahm sie ein Studium an der Witwatersrand-Universität auf, das sie 1945 mit einem Bachelor auf dem Gebiet der Sozialwissenschaften abschloss. In dieser Studienzeit besuchte sie Lesungen in Soziologie, Anthropologie, Wirtschaftsgeschichte und „Eingeborenenverwaltung“ (englisch: Native administration).
Neben ihrem Studium war sie an der Gründung der Organisation Federation of Progressive Students (FOPS) beteiligt und als Sekretär des Progressive Youth Council tätig.
Im Jahr 1949 heiratete sie den in Litauen geborenen Rechtsanwalt Joe Slovo (Yossel Mashel Slovo), der wie sie ein Antiapartheidsaktivist sowie späterer Generalsekretär der South Africa Communist Party und ein Mitglied des African National Congress Executive Committee war. Aus ihrer gemeinsamen Ehe gingen drei Töchter hervor: Shawn Slovo (* 1950), Gillian Slovo (* 1952) und Robyn Jean Slovo (* 1953).

## Berufliche und politische Aktivitäten

### Frühe journalistische Tätigkeiten
Nach ihrem Studium nahm Ruth First ihre erste feste berufliche Tätigkeit 1945 in der Stadtverwaltung (Research Division of the Department of Social Welfare – Planungsabteilung der Sozialbehörde) von Johannesburg auf. Weil sie jedoch mit den dort existierenden Zielsetzungen nicht einverstanden war, wechselte sie kurz darauf in eine journalistische Tätigkeit. Sie schrieb für die Wochenzeitung The Guardian in Johannesburg, deren meiste Redakteure der Südafrikanischen Kommunistischen Partei nahestanden und deren Mitglied sie selbst war. Ruth First, in ihrer wissenschaftlichen Laufbahn als unabhängige Marxistin bekannt, ging jedoch später zu dieser fundamentalistisch orientierten Partei auf Distanz. In ihrem Redaktionsumfeld waren mehrere junge jüdischstämmige Frauen tätig, die sich in den weiteren Jahren in der Antiapartheidsbewegung engagierten. Dazu zählten Sonia Bunting, Sarah Carneson, Pauline Podbrey und Jean Bernardt.
Während ihrer Redaktionstätigkeit beim Guardian konzentrierte sie sich auf prekäre Arbeitsbedingungen in Südafrika. Dazu gehörten die sklavenartigen Beschäftigungsverhältnisse auf den Kartoffelplantagen um Bethal in der heutigen Provinz Mpumalanga, ferner die landesweit verteilten Wanderarbeiter, die Lebensbedingungen in den Slums, der Alexandra-Bus-Boykott (1957) und die politischen Frauenaktivitäten im Zusammenhang mit den so genannten Pass laws. Die zusammen mit Gert Sibande recherchierten Berichte über die Bethal-Farmen informierten über die unmenschlichen Arbeitsbedingungen in Verbindung mit den dabei erlittenen körperlichen Verletzungen und Todesfällen unter den betroffenen Landarbeitern. Diese Zustände führten ab 1959 landesweit zu organisierten Protestaktionen, die als Bethal Potato Boycott in die Geschichte Südafrikas eingingen. Die Wochenzeitung The Guardian wurde 1952 gebannt und erschien später unter anderen Namen, wie Clarion, People’s World, Advance, New Age und Spark. Zwischen 1954 und 1963 wirkte Ruth First als Redakteurin bei Fighting Talk, einer Johannesburger Monatsschrift.

### Repressionen in Südafrika
Wegen der zunehmend kritischen politischen Lage im Land ordnete die südafrikanische Regierung im Jahre 1950 für 600 Personen eine Bannung nach dem Suppression of Communism Act an. Dem Ehepaar First untersagten die dabei individuell verfügten Restriktionen jegliche Teilnahme an öffentlichen Veranstaltungen und es war Dritten verboten, sie in der Presse zu zitieren.
Gemeinsam mit ihrem Mann Joe Slovo und 150 weiteren Angeklagten, darunter Nelson Mandela und Walter Sisulu, war sie in dem bekannten Gerichtsverfahren Treason Trial von 1956 angeklagt. Nach vier Jahren ging sie mit einem Freispruch daraus hervor, erhielt jedoch später wegen ihrer kritischen journalistischen Tätigkeit eine erneute Bannung. Zu Beginn des Ausnahmezustandes infolge des Sharpeville-Massakers vom März 1960 floh sie mit ihren Kindern nach Swasiland. Ihr Mann und über 2000 Dissidenten waren während dieser innenpolitisch angespannten Phase inhaftiert. Nach dem Ende des sechsmonatigen Ausnahmezustandes kehrte Ruth First in ihr Land zurück und arbeitete als Redakteurin bei der Johannesburger Zeitung New Age (Nachfolgetitel vom The Guardian). Während dieser Zeit unterstützte sie den Aufbau eines mobilen Radiosenders (Radio Freedom) in ihrer Stadt. Nach einer Reise in das benachbarte Südwestafrika sprach die südafrikanische Regierung eine Bannung für die Dauer von fünf Jahren aus, wodurch ihr nur der Aufenthalt innerhalb des Verwaltungsdistriktes von Johannesburg erlaubt war und sie weitere Auflagen erhielt.
Zwischen 1956 und 1963 korrespondierte Ruth First mit dem South African Institute of Race Relations, das sich mit Fragen der Demographie und Soziologie Südafrikas beschäftigte. Ihr 1963 erschienenes Buch South West Africa (bei Penguin Books verlegt) gilt als frühes kritisches Werk bezüglich der Übertragung südafrikanischer Rassismuspolitik auf das damalige Südwestafrika (heute Namibia).
Am 9. August 1963 nahm die südafrikanische Sicherheitspolizei sie auf der Grundlage des General Law Amendment Act (so genannter 90-Day Detention Act) in der Haupthalle der Bibliothek der Witwatersrand-Universität fest und hielt sie für 117 Tage ohne anwaltliche Unterstützung in Einzelhaft. Während ihres Gefängnisaufenthaltes erlebte Ruth First psychische Folter und unternahm einen Suizidversuch.

### Exil mit Schwerpunkt in Europa

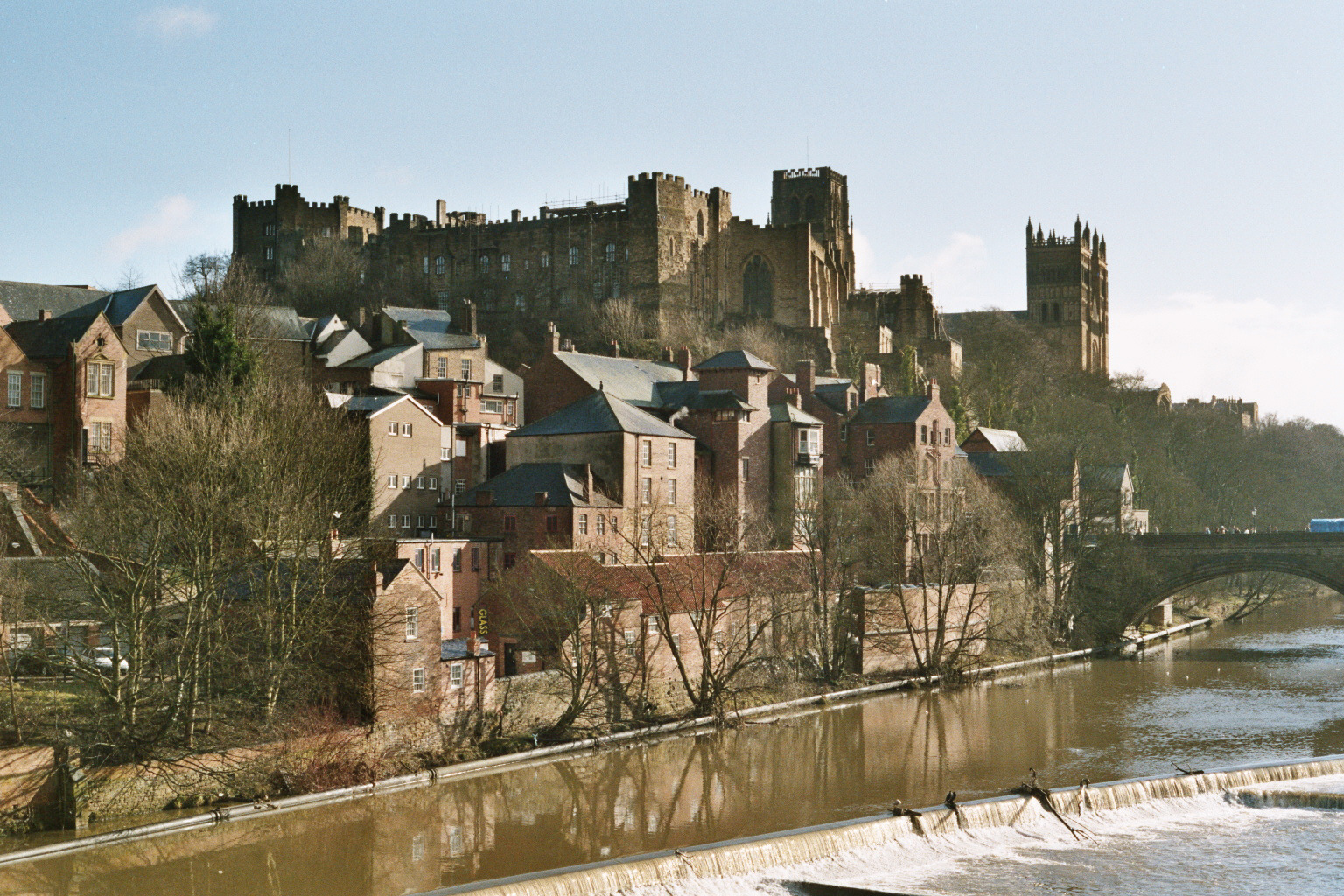
University College (Durham Castle)

Nach der Freilassung ging Ruth First im März 1964 mit ihren drei Kindern ins Exil nach London, wo bereits ihr Mann und ihr Vater lebten. Dort arbeitete sie als freie Mitarbeiterin für Verleger sowie internationale Organisationen und bereiste in den Folgejahren zahlreiche Staaten im Nahen Osten und in Afrika. Im Jahre 1965 reflektierte sie ihren Gefängnisaufenthalt nach der letzten Festnahme in ihrem Buch One Hundred and Seventeen Days (1965 erschienen, 2010 neu verlegt). Darin berichtete sie über Verhaftung und die Verhöre. Ihr Buch wurde auch zeitnah zu seinem Erscheinen verfilmt.
Im Zeitraum von 1967 bis 1968 hielt sie sich zu Forschungszwecken in Westafrika und im Sudan auf. In der Folge erschien ihr Buch Barrel of Gun, worin sie zu Fragen der Antiapartheidsbewegung in Bezug auf eigene biographische Fakten und über andere Aktivisten Stellung nimmt. Sie referiert ferner darin die Staatsstreiche in Ghana, Nigeria und im Sudan und erläutert ihre Vorstellungen über die künftige Unabhängigkeitsentwicklung Afrikas.
Zeitweilig war Ruth First nun Teilnehmerin an akademischen Seminaren in den Niederlanden und Großbritannien. Zwischen 1972 und 1973 nutzte sie ein Stipendiat im Simon-Research-Fellow-Programm der Universität Manchester zur akademischen Fortbildung. Danach erhielt sie 1973 an der Universität Durham einen Lehrauftrag für Soziologie (Department of Sociology). Dort lehrte sie insgesamt sechs Jahre.
Im Jahr 1975 unterbrach Ruth First diese Tätigkeit, um während des Herbstsemesters an der University of Dar es Salaam im Department of Economics mit Vorlesungen tätig zu sein. Im Januar 1976 kehrte sie nach Durham zurück.

### Tätigkeit in Maputo
Im Jahr 1977 übernahm sie in Maputo eine Professur und die Funktion als Forschungsdirektorin des Zentrums für afrikanische Studien (Centro de Estudos Africanos) an der Eduardo-Mondlane-Universität in Mosambik. Dieser Forschungsbereich stand unter der Leitung von Aquino de Bragança. Während dieser Zeit befasste sie sich mit der Lage afrikanischer, vorrangig mosambikanischer Arbeitsmigranten, deren Lebensverhältnissen und Beschäftigungsbedingungen in den südafrikanischen Goldbergwerken. Ergebnisse dieser Forschungsarbeiten publizierte sie 1982 unter dem Titel The Gold of Migrant Labour in der Zeitschrift Review of African Political Economy.
Zwischen 1980 und 1982 schrieb sie für das von ihr zusammen mit Bragança geschaffene wissenschaftliche Magazin Estudos Mocambiçanos, das in Maputo verlegt wurde. Sie war die Chefredakteurin dieser periodischen Schrift. Nach ihrem Tod 1982 wurde das Erscheinen der Zeitschrift zunächst eingestellt, jedoch im Jahr 1983 wieder aufgenommen. Seit 1974 war sie bis zu ihrem Tod in der Redaktionsgruppe des in London und Sheffield erscheinenden Review of African Political Economy tätig.
Im gleichen Jahr wie sie kam ihr Ehemann nach Maputo, um dort ein Hauptquartier des African National Congress im Exil aufzubauen.

## Gewaltsamer Tod
Das Leben von Ruth First endete 1982 durch eine Briefbombe, die sie nach einer UNESCO-Konferenz an der Eduardo-Mondlane-Universität von Maputo in Anwesenheit weiterer Personen erreichte. Diese Postsendung war mit der Absenderadresse einer UN-Organisation versehen. Die Hintergründe dieses Mordes blieben lange unaufgeklärt. Der Autor und Freund Ronald Segal bezeichnete dieses Attentat als „the final act of censorship“ (deutsch etwa: der Schlussakt der Zensur).
Erst durch Anhörungen der Wahrheits- und Versöhnungskommission vom Juni 2000 wurden die Täterschaft und die Zusammenhänge des Verbrechens öffentlich. Demzufolge waren dafür drei ehemalige Offiziere der South African Police verantwortlich, darunter Craig Williamson, die auch weitere Anschläge auf andere Personen, teilweise mit tödlichem Ausgang, geplant und begangen hatten. Die damalige Sicherheitspolitik Südafrikas verfolgte mit diesen verdeckten Operationen das Ziel, die Strukturen von ANC und SACP zu destabilisieren und innerhalb dieser Organisationen eine psychologische Schockwirkung zu verbreiten.
Die an diesen Attentaten beteiligten Personen erhielten wegen ihrer umfassenden Aussagen Amnestie. Familienangehörige der Opfer protestierten gegen die Entscheidung der Wahrheits- und Versöhnungskommission.
Auch andere Antiapartheidsaktivisten waren Zielpersonen für solche staatlichen Bombenattentate, wie beispielsweise Albie Sachs, Joe Slovo oder am 28. Juni 1984 Jeanette Curtis Schoon (eine Archivarin am SAIRR) mit ihrer sechsjährigen Tochter Katryn Schoon in Lubango. Kurze Zeit nach dem Attentat erklärte, nach der Berichterstattung in den Arab News unter Bezugnahme auf die AIM, ein Sprecher der südafrikanischen Polizei in Pretoria, dass die Regierung zur Tötung von Ruth First keinen Kommentar abgebe und dass sie die ANC-Anschuldigungen bezüglich von Anschlägen auf ANC-Funktionäre in Simbabwe, Swasiland und Lesotho zurückweise.
Beigesetzt wurde Ruth First auf dem Llanguene-Friedhof am Rande von Maputo. An dieser Zeremonie nahmen neben ihrer Mutter und ihrem Ehemann mit den drei Kindern auch zahlreiche ANC-Repräsentanten, Staatspräsidenten, Parlamentsmitglieder und Botschafter aus 34 Ländern teil und Kondolenzen von 67 Ländern und Organisationen trafen zum Gedenken an ihren Tod ein.
Bis zu ihrem Tod blieb sie in Südafrika nach dem Suppression of Communism Act gebannt und durfte in ihrem Geburtsland als Autorin nicht zitiert werden.

## Würdigungen und Ehrungen

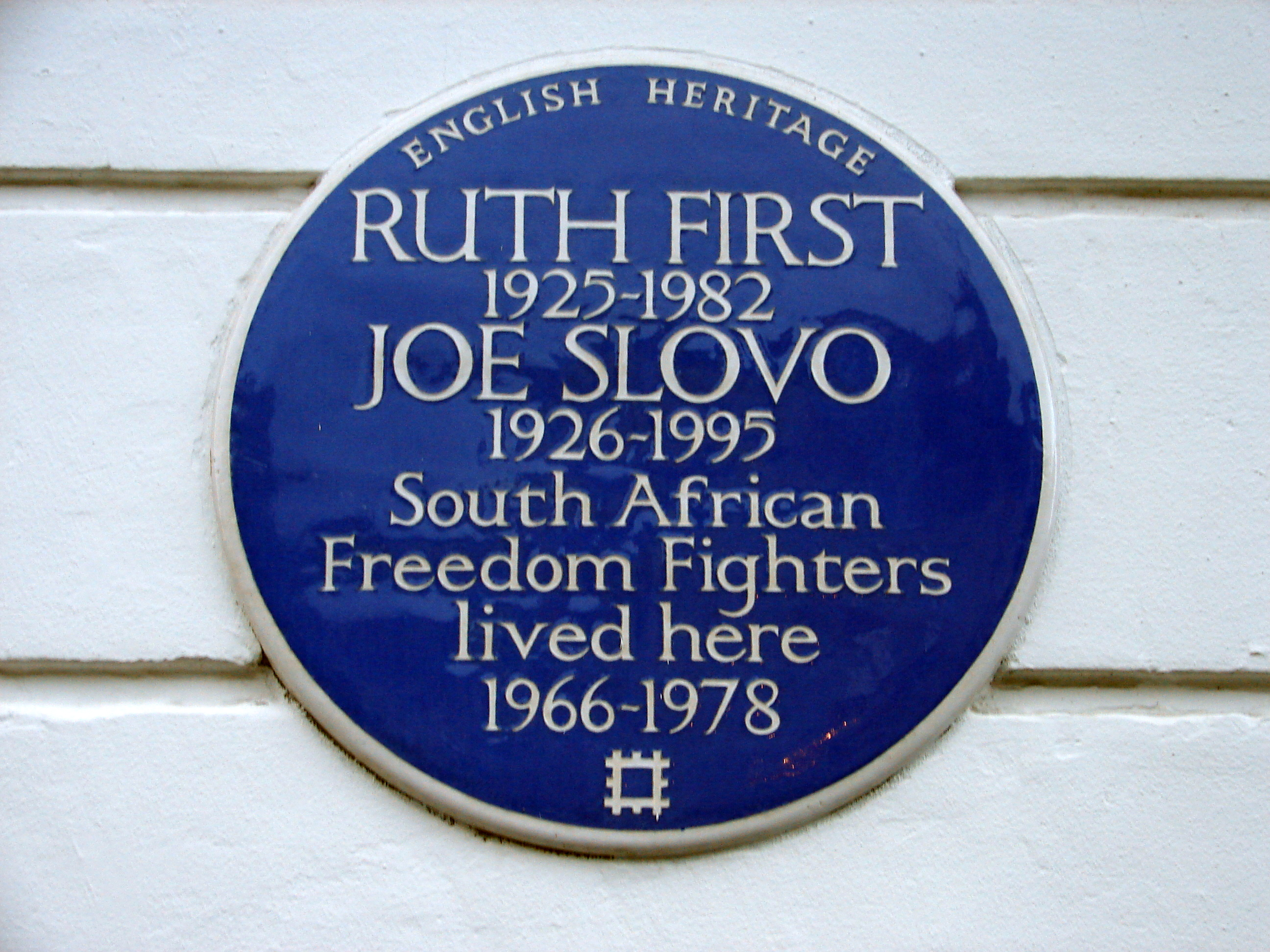
Blue Plaque zur Erinnerung an Ruth First und Joe Slovo in London

- An der Witwatersrand-Universität werden vom Ruth First Fellowship Committee im Rahmen des University of the Witwatersrand’s Journalism Program jährliche Stipendiate für junge Journalisten vergeben. Das Förderstipendium (Ruth First Fellowship) trägt ihren Namen.[22][23]
- Durch den Ruth First Educational Trust (seit 1960 aktiv und 1982 zur Erinnerung an sie umbenannt[24]), mit Sitz an der Durham-Universität in Großbritannien, werden Fellow-Stipendien vergeben.[25]
- Die postume Verleihung des Order of Luthuli in Silber an Ruth First am 20. April 2006 durch den damaligen Präsidenten Südafrikas Thabo Mbeki, für ihren „hervorragenden Beitrag im Kampf gegen die Apartheid und zur Förderung der Medienfreiheit in Südafrika“.[26]
- Ruth First Memorial Lecture, seit 1985 Ruth-First-Erinnerungslesungen der Brandeis University[27]
- Mit dem Student Scholarship Program (SSP) der Jeppe High School of Girls in Johannesburg wird seit 2008 ein Ruth-First-Preis für herausragende Lernleistungen vergeben.[28] Träger ist der Ruth First Jeppe Memorial Trust unter der Schirmherrschaft von Albie Sachs.[29]
- Die Rhodes-Universität in Grahamstown vergibt seit 2011 Förderstipendien (Ruth First Scholarship) für Master- und Promotionsstudenten und benannte nach Ruth First eines ihrer Gästehäuser.[9][30]
- Das Institute of Commonwealth Studies der Universität London veranstaltete 2012 zusammen mit dem Commonwealth Advisory Bureau ein Symposium anlässlich des 30. Todestages von Ruth First.[31]
- Nelson Mandela hielt am 17. August 1992 als ANC-Präsident anlässlich des zehnjährigen Todestages von Ruth First auf einer ihr gewidmeten Gedenkfeier in Kapstadt eine Rede. Dabei waren ihr Ehemann und die drei Kinder anwesend.[32]

## Publikationen
- South West Africa. Penguin Books, Harmondsworth 1963.
- Nelson Mandela, Ruth First: No Easy Walk to Freedom: Articles, Speeches, and Trial Addresses of Nelson Mandela (1965), von Ruth First in London herausgegeben (Aufarbeitung des Rivonia-Prozesses).[33][34]
- One Hundred and Seventeen Days: An account of confinement and interrogation under the South African Ninety-Day Detention Law (1965), OCLC 222077295.

Gefangener Mut: 117 Tage in einem südafrikanischen Gefängnis (1991), mehrfach aufgelegt, ISBN 3-596-24754-3.
- mit Ronald Segal: South West Africa: travesty of trust; the expert papers and findings of the International Conference on South West Africa, Oxford 23–26 March 1966. Oxford 1967, OCLC 1043987606.
- The Barrel of a Gun: Political Power in Africa and the Coup D’etat (1970), in den USA unter dem Titel Power in Africa erschienen, ISBN 0-14-041033-3.
- Portugal’s Wars in Africa (1971), ISBN 0-901500-12-7[35]

Portugals Krieg in Afrika. Mühlhans Verlag, Freiburg im Breisgau 1971 DNB 740100262.
- mit Jonathan Steele, Christabel Gurney: The South African Connection: Western Investment in Apartheid. Penguin, Harmondsworth 1973, ISBN 0140410376.[36]
- Libya: The Elusive Revolution. Penguin, Harmondsworth / Baltimore 1974, ISBN 9780140410402.
- Black Gold: The Mozambican Miner, Proletarian and Peasant. Harvester Publ., Brighton 1983 (postum), ISBN 0-312-08318-1, 1984 von Lionel Cliffe (Leeds University Centre for African Studies) rezensiert[37]

Nachlassbestände von Ruth First befinden sich in London, im The National Archives innerhalb des Repositoriums London University: Institute of Commonwealth Studies. Daraus wurden Aufzeichnungen im Jahr 2003 unter dem Titel Ruth First papers, 1889-1991 durch das Institute of Commonwealth Studies in London veröffentlicht.